# Sorbus coronata
Sorbus coronata är en rosväxtart som först beskrevs av Jules Cardot, och fick sitt nu gällande namn av Yu och Tsai. Sorbus coronata ingår i släktet oxlar, och familjen rosväxter.

## Underarter
Arten delas in i följande underarter:
- S. c. ambrozyana
- S. c. glabrescens